# Сюнікське царство
Сюнікське (Сюнійське) царство (Капанське царство, Балкське (Бахкське) царство) — середньовічна вірменська держава на території давньовірменської провінції Сюнік, що існувало у 987–1170 роках зі столицею в місті Капан.

## Історія
987 року у період тимчасового послаблення Анійського царства через періодичні напади арабського амірату Атрпатакана, сюзеренний князь Сюніка Смбат I Саакян за допомогою Раввадіда Абу-л-Хайджа й Арцахських князів проголосив Сюнік окремим царством. Однак лише за рік, 988, після смерті Абу-л-Хайджа, Смбат I Саакян визнав верховну владу царя Вірменії Смбата II і того ж року у складі вірменської армії взяв участь у вірменсько-грузинському поході проти Абхазького царства.
У перші роки правління Смбата I Саакяна було сформовано державний апарат, створено владні інституції, нормалізовано армію, засновано суди, облаштовано й посилено фортеці, розвивалось будівництво. Цар Вірменії Гагік I (989–1020) анексував від свого васала деякі області (Чахук і частину Цхука) в тому числі й Вайоц-Дзор.
За Васака (998–1040) і Смбата II Ашотяна (1040–1044) Сюнікське царство переживало економічне піднесення, сягнувши піку розквіту. В середині XI століття, з початком вторгнення сельджуцьких військ під проводом Алп-Арслана Сюнік разом з Таширом залишився однією із нечисленних вірменських областей, які не були завойовані.
1064 року, за часів Григора I Ашотяна (1044–1084), Сюнік пережив навали середньоазійських сельджуків на чолі з Мелік-шахом та його везиром Нізам аль-Мульком, втративши низку прикордонних областей. Територіальна цілісність царства була відновлена за Сенекеріма (1072–1094), влада якого була затверджена Мелік-шахом. В одному з документів той також називав себе царем Вірменії, що сидить у Сюніку. Після смерті останнього Сюнікське царство відновило свій фактичний суверенітет. 
У XII столітті політична криза царства поглибилась. 1103 року сельджуки захопили та зруйнували Капан, 1104 року — фортецю Воротн, а за рік — Бген. Цар Григор II (1096 або 1103–1166) здійснив спробу активізувати зовнішню політику, пов'язану з успіхами вірменсько-грузинських військ. Проте у період тимчасових невдач Грузинського царства сельджуцькі аміри знову посилили тиск на Сюнік. 1126 року Харон амір зруйнував Капан і область Аревік, захопив Какаваберд і Багаку кар, однак невдовзі всіх їх було звільнено. Далі Сюнікському царству загрожували Ільдегізи. У 1151–1152 роках Шамс ад-Дін Ільдегіз захопив фортеці Грхам, Гегі, Какаваберд, 1170 року — Багаберд. Останній цар Сюнікського царства Гасан Геракареці змушено пішов до Хачена, чим і завершилась 180-річна історія царства.

## Територія
Наприкінці X століття кордони Сюнікського царства доходили на сході до річки Акарі, на північному сході до вододілу Арцахських гір, на півночі охоплювали території по лінії Брнакот-Сісіан-Тег, на заході доходили до Зангезурських гір, охоплюючи частину області Ернджак з містечком Шорот, а на півдні до річки Аракс. Наприкінці XI століття воно становило близько 1/3 історичного Сюніка (близько 5500 км). Царство мало 43 фортеці, 48 монастирів, 1008 сіл, 1 місто та кілька селищ.

## Устрій
На чолі стояв цар з династії Сісакянів, що був верховною владою в державі він спирався на ішханів (князів), середніх феодалів та азнаурі. В якої дорадчого органу існував дур (царська рада). При цьому до 1045 року царі Сюніку визнавали зверхність Анійського царства. Сюнік було поділено на 12 провінцій (ашхарів) на чолі із танутерами.

### Царі
- Смбат I Саакян — з 976/980 сюзеренний князь, 987–998 цар[16]
- Васак — 998–1040[16]
- Смбат II Ашотян — 1040–1044[16] (1051[17])
- Григор I Ашотян — 1044 (1051[17])—1072
- Сенекерім Севадян — 1072–1094[16]
- Григор II Сенекерімян — 1094–1166[16]
- Гасан Геракареці (Хаченці) — 1166–1170[16]

## Економіка
Розвивалися землеробство і скотарство (переважно велика рогата худоба й вівці), виноградарство,  ремісництво, зокрема виготовлення будівельного дерева тощо. У Капані, Татеві значно розвинулися ремесла з виготовлення тканин, килимів, посуду.

## Культура

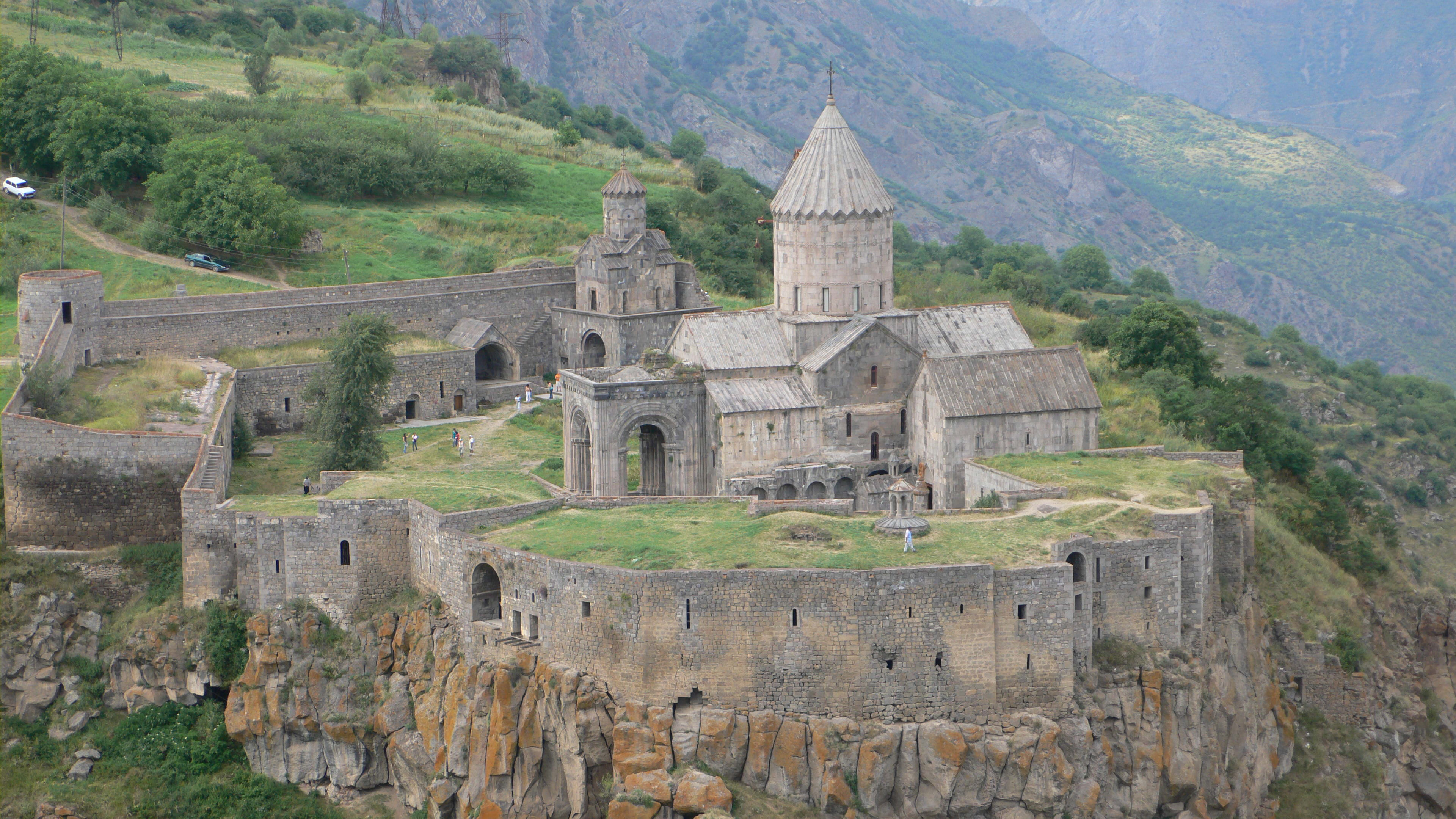
Татевський монастир

За час існування Сюнікського царства значно посилилося Татевське єпископство. Татевський монастир був духовним центром області, чисельність ченців досягла 1 тис. осіб. Царі також підтримували монастирі Воротнаванк, Бхено-Нораванк та інші духовно-освітні центри. 
Протягом X—XI століть вірменська література, мистецтво та архітектура в Сюнікі розвивається більш вільно, ніж будь-коли, починаючи з V века. 

### Архітектура
Розширилося місто Капан. Наприкінці Х століття активно будуються монастирські комплекси, фундуються церкви. 1000 року було збудовано церкву св. Степаноса у Вагаді, 1006 року — церкву св. Карапета, 1086 року — церкву св. Богородиці Ваганаванка. 